# ほっとイブニング徳島
『ほっとイブニング徳島』（ほっとイブニングとくしま）は、NHK徳島放送局が総合テレビで放送していた地域情報番組・報道番組。原則として月曜 - 金曜 17:30 - 19:00の放送だったが、大相撲の開催期間中と『あわメロ』の拡大放送が行われる毎月最終金曜日には18:10から放送されていた。その他、高校野球などの開催期間中にも短縮となる場合があった。
17時台の内容は生活に役立つ話題が中心で、18時台の内容はその日1日の徳島県内のニュース・話題・気象情報などだった（気象情報は、18:52 - 18:54には東京から、18:54 - 19:00には徳島からの放送）。

## 内容

### 日替わり

#### 月曜
- それゆけ!あわスクール - NHK文化センターの徳島教室で行われている様々な文化教室を取り上げる。
- 徳島ヴォルティス情報 - 徳島ヴォルティスの試合解説を行う。

#### 火曜
- なっトク!お仕事塾 - 県内各地で活躍するその職種の達人を取り上げる。
- 健康道場 - 家庭で出来る簡単な健康術を紹介。

#### 水曜
- 暮らしの達人 - 生活に関する様々な話題や知恵を取り上げる。
- ほっと味な旅 - 徳島県内のグルメ紀行を放送。

#### 木曜
- ほっとサロン - 17時台と18時台に分けて映画・演劇・コンサート情報・書評などを伝える。
- ほっとVOICE - 視聴者から寄せられた季節の便りなどを伝える。

#### 金曜
- ほっと写真館 - 視聴者から寄せられた写真を紹介。
- おでかけナビ - 週末に行われる徳島県内のイベント情報を伝える。このコーナーでは、イベントの主催者などがスタジオでPRできる。
- ほっとインタビュー - 徳島県内で活躍する著名人へのインタビューを放送。

### 毎日
- 県内ニュース、解説・記者レポート、気象情報 - 主として18時台に放送。
- 旬感!もう一品 - 料理コーナー。